# You Can Live Forever
You Can Live Forever ist ein Filmdrama von Mark Slutsky und Sarah Watts. Die Premiere des Films erfolgte im Juni 2022 beim Tribeca Film Festival.

## Handlung
Nach dem plötzlichen Tod ihres Vaters wird Jaime zu Verwandten in eine kleine Stadt nach Kanada geschickt, die einer gläubigen Gemeinde der Zeugen Jehovas angehören. Als Tochter eines Abtrünnigen ist sie der Gnade der Gemeinschaft ausgeliefert. Sie versucht sich daher irgendwie zu integrieren und nimmt an den Gottesdiensten teil. Bei einem Zusammenkommen lernt sie Marike kennen, die Tochter des Gemeindevorstehers. Sie fühlen sich vom ersten Moment an voneinander angezogen und werden unzertrennlich.

## Produktion
Regie führten Mark Slutsky und Sarah Watts, die auch das Drehbuch schrieben. Die Geschichte, die der Film erzählt, basiert auf Watts‘ eigener Erfahrung als lesbische Frau in den 1990er Jahren.
Anwen O’Driscoll spielt die kürzlich nach Quebec gezogene Jaime und June Laporte die strenggläubige Marike. Liane Balaban spielt Jaimes Tante Beth und Antoine Yared ihren Onkel Jean-Francois.
Die Dreharbeiten fanden nordöstlich von Montreal im Tal des Rivière Saguenay statt.
Die Musik steuerte der für einen Grammy nominierte Produzent Mike Silver, auch bekannt als Cfcf, bei. Es handelt sich nach Boost von Darren Curtis um den zweiten Spielfilm, für den er tätig war.
Die Premiere des Films erfolgte am 11. Juni 2022 beim Tribeca Film Festival. Im Juli 2022 wurde er beim Outfest Los Angeles gezeigt. Anfang Juni 2023 erfolgten Vorstellungen beim Zlín Filmfest. Ende September 2023 wird der Film beim Schlingel Film Festival vorgestellt.

## Rezeption

### Kritiken
Der Film konnte 90 Prozent der bei Rotten Tomatoes aufgeführten Kritiker überzeugen bei einer durchschnittlichen Bewertung mit 7,1 von 10 möglichen Punkten.

### Auszeichnungen
Directors Guild of Canada Awards 2022
- Nominierung für die Beste Regie – Spielfilm (Mark Slutsky und Sarah Watts)[8]

Zlín Filmfest 2023
- Nominierung im  International Competition of Feature Films – Jugendliche ab 15 Jahre[1]